# Temporada 1995-96 de los Detroit Pistons
La temporada 1995-96 fue la cuadragésimo octava de los Pistons en la NBA, y la trigésimo novena en su localización de Detroit, Míchigan. La temporada regular acabaron con 46 victorias y 36 derrotas, ocupando la séptima posición de la Conferencia Este, clasificándose para los playoffs, en los que cayeron en primera ronda ante Orlando Magic.

## Elecciones en elDraft
| Ronda | Puesto | Jugador            | Posición  | Nacionalidad   | Universidad   |
| ----- | ------ | ------------------ | --------- | -------------- | ------------- |
| 1     | 18     | Theo Ratliff       | Pívot     | Estados Unidos | Wyoming       |
| 1     | 19     | Randolph Childress | Base      | Estados Unidos | Wake Forest   |
| 2     | 30     | Lou Roe            | Ala-Pívot | Estados Unidos | Massachusetts |
| 2     | 58     | Don Reid           | Ala-Pívot | Estados Unidos | Georgetown    |

## Temporada regular
| División Central      | División Central | División Central | División Central | División Central | División Central | División Central | División Central | División Central |
| Equipo                | G                | P                | %                | PD               | Casa             | Fuera            | Div              |                  |
| --------------------- | ---------------- | ---------------- | ---------------- | ---------------- | ---------------- | ---------------- | ---------------- | ---------------- |
| y-Chicago Bulls       | 72               | 10               | .878             | –                | 39–2             | 33–8             | 24–4             |                  |
| x-Indiana Pacers      | 52               | 30               | .634             | 20.0             | 32–9             | 20–21            | 19–9             |                  |
| x-Cleveland Cavaliers | 47               | 35               | .573             | 25.0             | 26–15            | 21–20            | 13–15            |                  |
| x-Atlanta Hawks       | 46               | 36               | .561             | 26.0             | 26–15            | 20–21            | 15–13            |                  |
| x-Detroit Pistons     | 46               | 36               | .561             | 26.0             | 30–11            | 16–25            | 15–13            |                  |
| Charlotte Hornets     | 41               | 41               | .500             | 31.0             | 25–16            | 16–25            | 13–15            |                  |
| Milwaukee Bucks       | 25               | 57               | .305             | 47.0             | 14–27            | 11–30            | 8–20             |                  |
| Toronto Raptors       | 21               | 61               | .256             | 51.0             | 15–26            | 6–35             | 5–23             |                  |

## Playoffs

### Primera ronda
Orlando Magic  vs. Detroit Pistons
| Fecha       | Partido                               | Ciudad  |
| ----------- | ------------------------------------- | ------- |
| 26 de abril | Orlando Magic 112, Detroit Pistons 92 | Orlando |
| 28 de abril | Orlando Magic 92, Detroit Pistons 77  | Orlando |
| 30 de abril | Detroit Pistons 98, Orlando Magic 101 | Detroit |
|             | Orlando Magic gana las series 3-0     |         |

## Estadísticas

### Temporada regular
| Rk | Jugador        | Edad | P  | PT | MP   | TC  | TCI  | %TC  | T3  | T3I | %T3  | TL  | TLI | %TL  | RO  | RD  | RT  | AS  | RB  | TAP | BP  | FP  | PTS  |
| -- | -------------- | ---- | -- | -- | ---- | --- | ---- | ---- | --- | --- | ---- | --- | --- | ---- | --- | --- | --- | --- | --- | --- | --- | --- | ---- |
| 1  | Grant Hill     | 23   | 80 | 80 | 40.8 | 7.1 | 15.3 | .462 | 0.1 | 0.3 | .192 | 6.1 | 8.1 | .751 | 1.6 | 8.2 | 9.8 | 6.9 | 1.3 | 0.6 | 3.3 | 3.0 | 20.2 |
| 2  | Allan Houston  | 24   | 82 | 75 | 37.5 | 6.9 | 15.2 | .453 | 2.3 | 5.5 | .427 | 3.6 | 4.4 | .823 | 0.7 | 3.0 | 3.7 | 3.0 | 0.7 | 0.2 | 2.8 | 2.8 | 19.7 |
| 3  | Otis Thorpe    | 33   | 82 | 82 | 34.6 | 5.5 | 10.4 | .530 | 0.0 | 0.0 | .000 | 3.1 | 4.4 | .710 | 2.6 | 5.8 | 8.4 | 1.9 | 0.6 | 0.5 | 2.4 | 3.7 | 14.2 |
| 4  | Joe Dumars     | 32   | 67 | 40 | 32.7 | 3.8 | 8.9  | .426 | 1.8 | 4.4 | .406 | 2.4 | 2.9 | .822 | 0.4 | 1.6 | 2.1 | 4.0 | 0.6 | 0.0 | 1.4 | 1.6 | 11.8 |
| 5  | Lindsey Hunter | 25   | 80 | 48 | 26.7 | 3.0 | 7.9  | .381 | 1.5 | 3.6 | .405 | 1.1 | 1.5 | .700 | 0.6 | 1.9 | 2.4 | 2.4 | 1.1 | 0.2 | 1.0 | 2.3 | 8.5  |
| 6  | Terry Mills    | 28   | 82 | 5  | 20.2 | 3.5 | 8.2  | .419 | 1.0 | 2.5 | .396 | 1.5 | 1.9 | .771 | 1.3 | 3.0 | 4.3 | 1.2 | 0.5 | 0.2 | 1.2 | 2.4 | 9.4  |
| 7  | Michael Curry  | 27   | 41 | 1  | 18.3 | 1.7 | 3.7  | .464 | 0.5 | 1.2 | .400 | 1.0 | 1.4 | .707 | 0.6 | 1.3 | 2.0 | 0.6 | 0.6 | 0.0 | 0.6 | 2.2 | 4.9  |
| 8  | Theo Ratliff   | 22   | 75 | 2  | 17.4 | 1.7 | 3.1  | .557 | 0.0 | 0.0 | .000 | 1.1 | 1.6 | .708 | 1.5 | 2.5 | 4.0 | 0.2 | 0.2 | 1.5 | 0.7 | 1.9 | 4.5  |
| 9  | Mark West      | 35   | 47 | 21 | 14.5 | 1.3 | 2.7  | .484 | 0.0 | 0.0 |      | 0.6 | 1.0 | .622 | 1.0 | 1.8 | 2.8 | 0.1 | 0.1 | 0.8 | 0.7 | 2.9 | 3.2  |
| 10 | Don Reid       | 22   | 69 | 46 | 14.4 | 1.5 | 2.7  | .567 | 0.0 | 0.0 |      | 0.7 | 1.1 | .662 | 1.1 | 1.8 | 2.9 | 0.2 | 0.7 | 0.6 | 0.6 | 2.9 | 3.8  |
| 11 | Steve Bardo    | 27   | 9  | 0  | 13.7 | 1.0 | 2.6  | .391 | 0.0 | 0.4 | .000 | 0.4 | 0.7 | .667 | 0.2 | 2.2 | 2.4 | 1.7 | 0.4 | 0.1 | 0.6 | 1.9 | 2.4  |
| 12 | Mark Macon     | 26   | 23 | 0  | 12.5 | 1.3 | 2.9  | .433 | 0.3 | 0.7 | .467 | 0.4 | 0.5 | .818 | 0.4 | 0.5 | 1.0 | 0.7 | 0.7 | 0.0 | 0.4 | 1.5 | 3.2  |
| 13 | Eric Leckner   | 29   | 18 | 8  | 8.6  | 1.0 | 1.6  | .621 | 0.0 | 0.0 |      | 0.4 | 0.7 | .615 | 0.4 | 1.4 | 1.9 | 0.1 | 0.1 | 0.2 | 0.6 | 1.7 | 2.4  |
| 14 | Lou Roe        | 23   | 49 | 2  | 7.6  | 0.7 | 1.8  | .356 | 0.0 | 0.2 | .222 | 0.5 | 0.7 | .750 | 0.6 | 1.0 | 1.6 | 0.3 | 0.2 | 0.2 | 0.3 | 0.9 | 1.8  |

### Playoffs
| Rk | Jugador        | Edad | P | PT | MP   | TC  | TCI  | %TC  | T3  | T3I | %T3  | TL  | TLI | %TL   | RO  | RD  | RT   | AS  | RB  | TAP | BP  | FP  | PTS  |
| -- | -------------- | ---- | - | -- | ---- | --- | ---- | ---- | --- | --- | ---- | --- | --- | ----- | --- | --- | ---- | --- | --- | --- | --- | --- | ---- |
| 1  | Allan Houston  | 24   | 3 | 3  | 45.3 | 8.3 | 19.3 | .431 | 2.3 | 7.0 | .333 | 6.0 | 6.7 | .900  | 0.3 | 2.3 | 2.7  | 2.0 | 0.0 | 0.3 | 3.7 | 3.7 | 25.0 |
| 2  | Joe Dumars     | 32   | 3 | 3  | 41.0 | 5.3 | 11.7 | .457 | 1.7 | 4.7 | .357 | 1.3 | 1.3 | 1.000 | 1.7 | 2.7 | 4.3  | 3.7 | 0.0 | 0.0 | 2.3 | 1.7 | 13.7 |
| 3  | Grant Hill     | 23   | 3 | 3  | 38.3 | 7.3 | 13.0 | .564 | 0.3 | 0.7 | .500 | 4.0 | 4.7 | .857  | 1.3 | 6.0 | 7.3  | 3.7 | 1.0 | 0.0 | 2.7 | 4.3 | 19.0 |
| 4  | Otis Thorpe    | 33   | 3 | 3  | 33.7 | 4.3 | 8.0  | .542 | 0.0 | 0.0 |      | 3.0 | 4.0 | .750  | 4.7 | 7.0 | 11.7 | 2.3 | 0.0 | 0.0 | 2.3 | 3.0 | 11.7 |
| 5  | Mark West      | 35   | 3 | 3  | 26.0 | 3.7 | 7.0  | .524 | 0.0 | 0.0 |      | 2.0 | 4.3 | .462  | 2.0 | 3.3 | 5.3  | 0.3 | 0.3 | 0.3 | 0.7 | 4.0 | 9.3  |
| 6  | Lindsey Hunter | 25   | 2 | 0  | 18.0 | 1.0 | 4.0  | .250 | 0.5 | 2.0 | .250 | 0.5 | 1.0 | .500  | 0.5 | 0.5 | 1.0  | 0.5 | 0.5 | 0.0 | 0.0 | 1.0 | 3.0  |
| 7  | Terry Mills    | 28   | 3 | 0  | 16.0 | 1.7 | 6.7  | .250 | 0.3 | 2.7 | .125 | 1.7 | 2.0 | .833  | 1.0 | 0.7 | 1.7  | 1.3 | 0.3 | 0.0 | 0.3 | 2.0 | 5.3  |
| 8  | Michael Curry  | 27   | 3 | 0  | 14.3 | 1.0 | 2.3  | .429 | 0.0 | 0.3 | .000 | 0.0 | 0.0 |       | 0.3 | 0.7 | 1.0  | 0.3 | 0.3 | 0.3 | 0.0 | 1.7 | 2.0  |
| 9  | Don Reid       | 22   | 3 | 0  | 8.7  | 0.3 | 1.0  | .333 | 0.0 | 0.0 |      | 0.3 | 1.0 | .333  | 0.0 | 0.3 | 0.3  | 0.3 | 0.0 | 0.7 | 0.3 | 2.7 | 1.0  |
| 10 | Theo Ratliff   | 22   | 1 | 0  | 4.0  | 0.0 | 0.0  |      | 0.0 | 0.0 |      | 0.0 | 0.0 |       | 0.0 | 0.0 | 0.0  | 0.0 | 0.0 | 0.0 | 0.0 | 0.0 | 0.0  |
| 11 | Lou Roe        | 23   | 2 | 0  | 3.5  | 0.0 | 0.5  | .000 | 0.0 | 0.0 |      | 0.0 | 0.0 |       | 0.5 | 0.5 | 1.0  | 0.0 | 0.5 | 0.0 | 0.0 | 0.5 | 0.0  |
| 12 | Eric Leckner   | 29   | 1 | 0  | 3.0  | 0.0 | 0.0  |      | 0.0 | 0.0 |      | 0.0 | 0.0 |       | 0.0 | 0.0 | 0.0  | 0.0 | 0.0 | 0.0 | 0.0 | 2.0 | 0.0  |

## Galardones y récords
| Jugador    | Galardón                              |
| Grant Hill | 2.º Mejor quinteto de la NBA All-Star |